# Alfa Romeo Carabo
Der Alfa Romeo Carabo (auch: Bertone Carabo) ist ein von Marcello Gandini gestaltetes Konzeptfahrzeug des italienischen Automobilherstellers Alfa Romeo, das 1968 auf dem Pariser Autosalon vorgestellt wurde. Das Sportcoupé nutzt die Technik des Alfa Romeo Tipo 33. Der Carabo gilt als eine der einflussreichsten europäischen Designstudien der späten 1960er-Jahre. Zu den innovativen Merkmalen seiner Karosserie gehören die ausgeprägte Keilform und nach oben öffnende Scherentüren.

## Entstehungsgeschichte
1966 debütierte der von Carlo Chiti konstruierte Rennsportwagen Alfa Romeo Tipo 33, mit dem die Alfa-Tochter Autodelta an einigen Rennen der Sportwagen-Weltmeisterschaft 1967 teilnahm. Auf der Grundlage des ursprünglichen Entwurfs erschienen in den folgenden Jahren einige Weiterentwicklungen, die bis in die 1970er-Jahre hinein unter anderem in der Sportwagen-Weltmeisterschaft, der CanAm-Serie und der Interserie erfolgreich waren. Von dem Rennsportmodell leitete Alfa Romeo 1967 die Straßenversion Tipo 33 Stradale ab, die das Chassis des Wettbewerbsfahrzeugs und dessen auf 230 PS gedrosselten V8-Motor mit einer von Franco Scaglione gestalteten Coupé-Karosserie verband. Wegen seines sehr hohen Preises, der technischen Komplexität und der seinerzeit als veraltet empfundenen rundlichen Karosserie hatte Alfa Romeo Mühe, Käufer für den 33 Stradale zu finden. Im Frühjahr 1968 beauftragte das Unternehmen die italienischen Designstudios Bertone, Italdesign und Pininfarina mit dem Entwurf dreier Show Cars auf Stradale-Basis, die das Interesse an dem Serienmodell erhöhen sollten. Während der von Leonardo Fioravanti erarbeitete Pininfarina-Entwurf sehr rundlich ausfiel, waren die Karosserien von Bertone und Italdesign betont keilförmig und nach damaligem Maßstab moderner.
Die Designstudios entwickelten die Studien auf eigene Kosten. Alfa Romeos Beitrag beschränkte sich auf die kostenlose Überlassung der Fahrgestelle. Als Erster stellte Bertone seinen Entwurf vor. Er erhielt die Bezeichnung Carabo, die sich auf die Familie der Laufkäfer (Carabidae) bezieht. Deren grün-orange Färbung griff Bertones Ausstellungsexemplar von 1968 auf.

## Design des Carabo

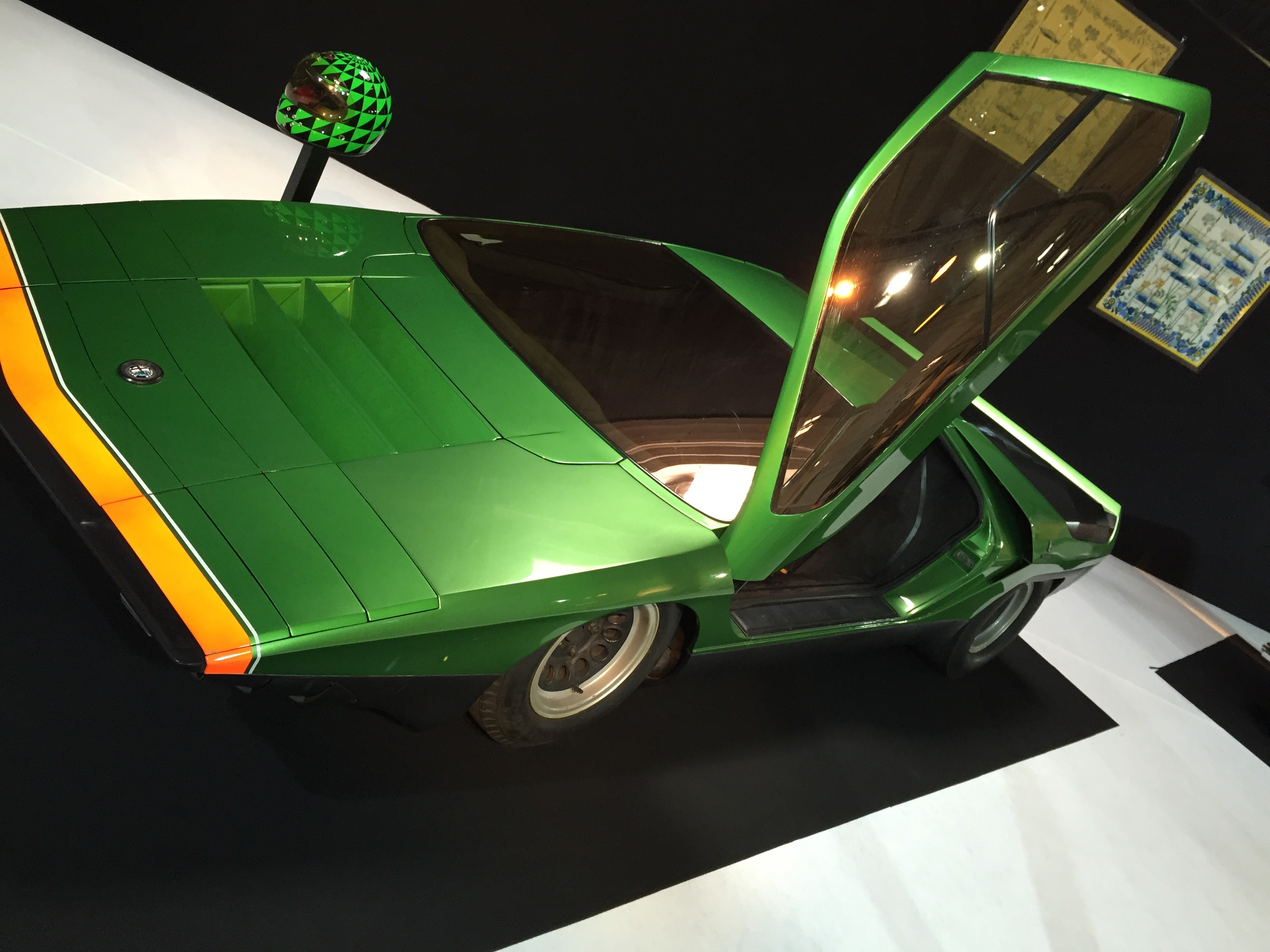
Scherentüren am Carabo

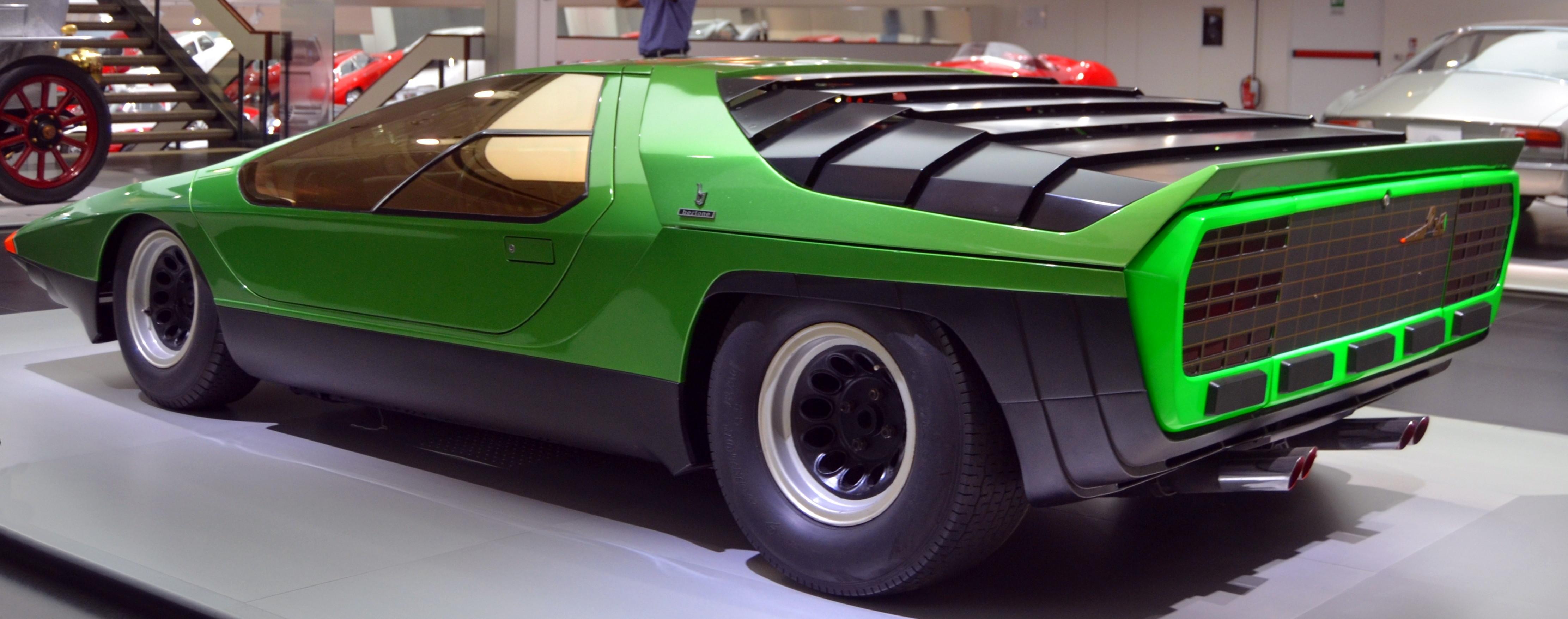
Lamellen über der Heckpartie

Das Design des Carabo stammt von Marcello Gandini, der 1966 die Nachfolge Giorgetto Giugiaros als Bertones Chefdesigner angetreten hatte.
Der Aufbau des Carabo ist mit einer Höhe von 99 cm außergewöhnlich niedrig. Auffällig ist eine sich nach vorn verjüngende keilförmige Fahrzeugnase, deren Spitze ein reflektierender oranger Streifen umläuft. Die Frontpartie geht fließend in die stark geneigte A-Säule über; Bertone sprach außerdem von einer bündig eingepassten Windschutzscheibe. Die B-Säule steht in gegenläufigem Winkel zur A-Säule. Die Türen bilden die Form eines ungleichmäßigen Sechsecks. Hinter den Türen fällt die Dachlinie mit geringer Neigung zum Fahrzeugheck ab. Der Heckabschluss bildet eine Abrisskante. Der Motor und das Heckfenster sind mit schwarzen Lamellen aus Kunststoff verkleidet. Das Thema wird an der Frontpartie wieder aufgegriffen. Auch hier gibt es mehrere über die Wagenbreite reichende Lamellen, die allerdings in Wagenfarbe lackiert sind. Im Ruhezustand verdecken die Lamellen die vorderen Doppelscheinwerfer; bei Aktivierung des Lichts heben sich die Abdeckungen leicht an. An den Flanken befindet sich vor den Hinterrädern auf jeder Seite ein winkelförmiger Lufteinlass, der die Linien der B-Säule aufgreift. Die Türen sind im oberen Bereich der Kotflügel angeschlagen und schwenken nach vorn. Diese sogenannten Scherentüren wurden hier erstmals bei einem Automobil realisiert. Die gesamte Verglasung besteht aus wärmereflektierendem Glas, das von dem belgischen Hersteller Glaverbel zugeliefert wurde. Es schimmert je nach Sonneneinstrahlung golden oder orangefarbig.

## Bedeutung des Designs

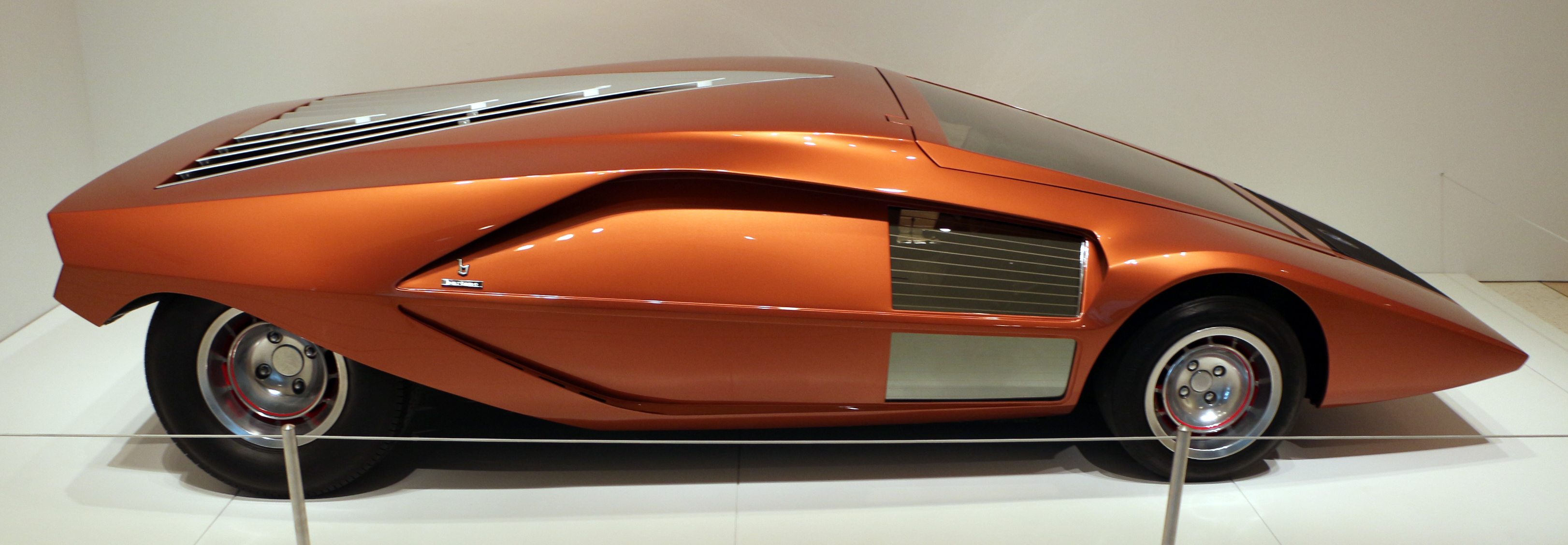
Lancia Stratos Zero

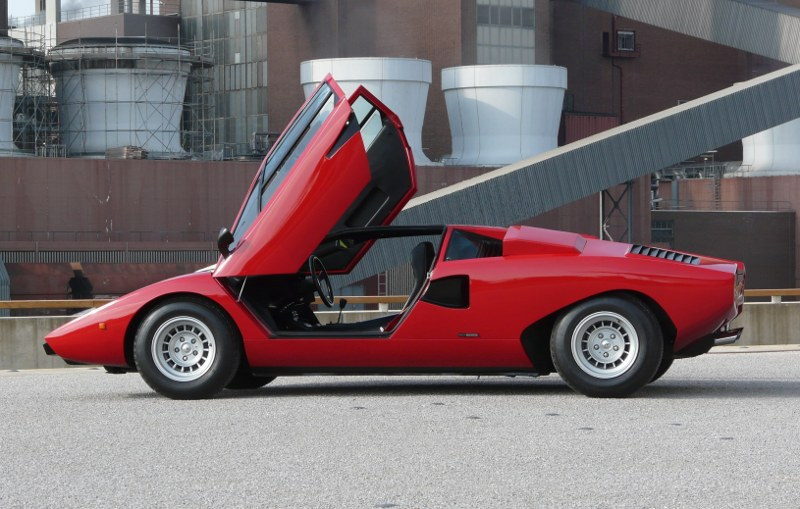
Scherentüren beim Lamborghini Countach

Der Alfa Romeo Carabo wird als ein außerordentlich einflussreiches Showcar angesehen, das das Automobildesign nachhaltig verändert hat. Seine Keilform brach mit der zwei Jahrzehnte lang gültigen Formensprache italienischer Sportwagen, die von einer langen Motorhaube und einem kurzen Heck geprägt war, und gab das Sportwagendesign der 1970er- und 1980er-Jahre vor.
- Die Keilform, die der Carabo neben dem Bizzarrini Manta (P 538)[7] als eines der ersten Autos konsequent zeigte, war Vorbild für die Gestaltung zahlreicher Mittelmotorsportwagen. Beispiele sind der Ferrari Dino 308 GT 4 (Gandini/Bertone), der Lotus Esprit (Giugiaro/Italdesign) und der Pontiac Fiero.[4]
- Die Scherentüren wurden ab 1973 serienmäßig beim Lamborghini Countach verwendet und finden sich seitdem auch bei dessen Nachfolgern Diablo, Murciélago und Aventador. Sie sind inzwischen zu einem Markenzeichen Lamborghinis geworden und werden in den USA umgangssprachlich auch als Lambo Doors bezeichnet.[8]
- Die Gestaltung der seitlichen Lufteinlässe übernahm Marcello Gandini für die Studie Lancia Stratos Zero (1970). In abgewandelter Form finden sie sich auch beim Ferrari Dino 308 GT 4 und beim BMW M1.
- Die lamellenartige Verkleidung der Heckpartie findet sich unter anderem in der Serienversion des Lamborghini Urraco und beim DeLorean DMC-12.
- Das Fahrzeugprofil mit den sechseckigen Türen, der ausgeprägten Keilform und der Lamellenarchitektur übernahm unter anderem der US-amerikanische Sportwagenhersteller Vector für seine in Kleinstserie gefertigten Autos.[9]

## Der Prototyp
Innerhalb von 10 Wochen baute Bertone einen Prototyp des Carabo auf. Er basierte auf dem Chassis Nr. 750.33.109. Der fahrbereite Wagen war anfänglich mit einem Originalmotor des 33 Stradale ausgerüstet.
Die erste öffentliche Ausstellung des Carabo fand anlässlich des Pariser Autosalons im Oktober 1968 statt. Der Carabo war bei dieser Ausstellung hellgrün lackiert. Alfa Romeo und Bertone bezeichneten den Wagen in Veröffentlichungen mit dem maskulinen grammatischen Geschlecht als Il Carabo, obwohl Automobile im Italienischen regelmäßig im weiblichen Geschlecht stehen.
Nach der Ausstellung wurde zu einem unbekannten Zeitpunkt der Stradale-Motor entfernt, möglicherweise weil er als Austauschmotor für ein Serienfahrzeug oder als Lieferant für Ersatzteile benötigt wurde. An seiner Stelle installierte Alfa Romeo einen Achtzylinder des Sportwagens Montreal. Nach einer umfangreichen Restauration im Jahr 1989 steht das Auto mit der Originalfarbe im Museo storico Alfa Romeo in Arese.
Der Carabo blieb ein Einzelstück. Der US-Amerikaner Sam Foose, der Vater von Chip Foose, baute eine Kopie des Carabo auf der Basis eines De Tomaso Pantera.